# Ратко Вукићевић
Ратко Вукићевић (1915—1938) био је шпански борац, капетан Шпанске републиканске армије.

## Биографија
Рођен 1. јануара 1915. у селу Претежана код Блаца, срез Прокупачки као најстарији од шесторо деце Данила и Новке Вукићевић.Основну школу од четири разреда и шест разреда гимназије завршио је у родном Прокупљу од 1921-1931, затим се са породицом настањује у Нишу (ул. Шуматовачка бр. 40), где је у Државној реалној гимназији завршио 7. и 8. разред и матурирао 1933. године. Као средњошколац у Нишу приступа напредном омладинском покрету, учествује у раду литерарних кружока где се упознаје са марксистичком литературом и постаје ватрени борац за радничка права и социјалну правду.
Школске 1933/1934. године постаје редован студент Правног факултета у Београдугде се 1935. године упознаје са Ивом Лолом Рибаром и постаје члан СКОЈ-а.
Током студија често борави у Нишу, где 1936. године формира организацију Омладина, која окупља студенте и младе раднике, скојевце, симпатизере комунистичког покрета и антифашисте.
Ратко је био један од организатора Велике омладинске антифашистичке конференције, одржане 22. марта 1936. године у Нишу у сали хотела Књажевац, где је око 700 омладинаца манифестовало своје незадовољство против фашизма и рата. 
Управа нишке полиције је већ 1936. године отворила досије бр. 2659 на име Ратка Вукићевића, студента права са станом у Шуматовачкој број 40, због идеја које шири међу нишком омладином. Досије је обележен посебним упозорењем – комунистичка делатност.
Од јула 1936. године беснео је Шпански грађански рат.Оно што је неодољивом магнетном силом вукло пробуђену младост света Шпанији, била је свест да се тамо не заступа и не брани само демократски изражена воља народа већ и свет утемељен на начелима слободе, једнакости и правде.Ретко је који историјски догађај у историји толико потресао и покренуо на акцију планетарну јавност као што је то био случај са Шпанским грађанским ратом.На позив републиканске владе почели су у Шпанију да пристижу добровољци, антифашисти из целог света. На страни Републике борили су се добровољци из више од 50 земаља, њих 40 000 са свих континената. Тешко је било одазвати се нечем толико напредном и што су подржала највећа имена шпанске и светске културе тога времена.
Велики број радника и омладинаца из Ниша се јавио за одлазак у Шпанију. Месни комитет КПЈ (чији је члан Ратко постао пар месеци раније) је одлучио да у Шпанију пођу: студент права Ратко Вукићевић и радници Мостовске радионице Александар Стојановић и Танасије Таса Михајловић.
Пут до Шпаније водио је преко Париза и Светске изложбе. И поред полицијске дојаве коју потписује полицијски агент бр. 13 ,да ће студент Ратко Вукићевић искористити прилику да поводом одласка на Светску изложбу у Паризу пређе у Шпанију, Ратко добија пасош на име Ранко Вукићевић и одлази.
После краћег задржавања и окупљања на југу Француске Ратко са још 400 добровољаца прелази Пиринеје у стиже до мале пограничне тврђаве Фигерас на северу Шпаније. Пар недеља касније Ратко је са мањом групом Југословена и Чеха пребачен у Сарагосу на војну обуку.
У августу 1937. године Ратко је ступио у борбене јединице, стигавши на Арагонски фронт распоређен је у чету југословенских добровољаца ''Матија Губец'' у оквиру 129. Интернационалне бригаде ''Георги Димитров''.
У борби за Белчите, 6. септембра 1937. Године, Ратко је рањен. Због храброг држања у борби унапређен је у чин поручника Шпанске републиканске армије, а касније у чин капетана.
Ратко је био и један од потписника писма студентима Београдског универзитета у коме стоји: „ ... Варвари из Рима и Берлина убијаће и наше младе животе, рушити наше школе, универзитете, научне заводе и библиотеке, болнице, храмове и све културне вредности нашег народа. Пламен фашистичких бомби спаљиваће наша села и градове." У марту 1938. Године фашисти су прешли реку Ебро, западно од Каспеа. Бацајући бомбе Ратко је рањен у руку. Једна бомба му је експлодирала у руци и тешко му повредила три прста.После кратког боравка у болници у Барселони, Ратко се са незалеченом руком враћа на фронт.
У Ебарској бици, највећој, најтежој и последњој офанзиви, 10. септембра дошло је до тешких сукоба. О њој у својим сећањима изнетим у Народним новинама, 21. септембра 1964. године, генерал-пуковник Коста Нађ каже: „15. Интернационална бригада направила је велики продор према градићу Гадеси, крај кога се налазила врло важна кота Кобиља глава. Ко је поседовао то брдо, тај је доминирао великим долинама и могао даље да наступа. Кота је мењала власника.
Коту је заузео Ратко Вукићевић. Другог дана те тешке борбе, Ратко је био тешко рањен кроз плућа и на путу од фронта до болнице умро је. Погинуо је најчасније како доликује једном официру. Извршио је један тежак задатак плативши га животом. Нестао је један скроман и херојски живот.“{{}}
Ратко Вукићевић је остао да почива у Шпанији.

## Спомен обележја Ратку Вукићевићу у Нишу
- Основна школа у близини парка „Чаир“ носи име „Ратко Вукићевић“ Архивирано на веб-сајту  (11. септембар 2017).Изграђена је и усељена 1958. године.
- Улица у којој се школа налази такође носи његово име од 1963. године
- Спомен биста Ратка Вукићевића, рад вајара Душана Николића постављена је у холу школе на другом спрату 27.06.1959. године.
- Спомен плоча правницима борцима Народне револуције са територије среза Ниш, постављена је у ходнику Окружног суда (сада Вишег суда) у Нишу 20.4.1959. године са именима 14 бораца.Прво име на листи је је име Ратка Вукићевића.
- Породична гробница породице Вукићевић налази се на старом гробљу под Горицом, у Нишу.